# Pomorzany (Ukraina)
Pomorzany (ukr. Поморяни, Pomoriany) – osiedle typu miejskiego na Ukrainie, w obwodzie lwowskim, w rejonie złoczowskim (do 2020 roku w rejonie przemyślańskim), w górnym biegu rzeki Złota Lipa, przy drodze P116.

## Historia

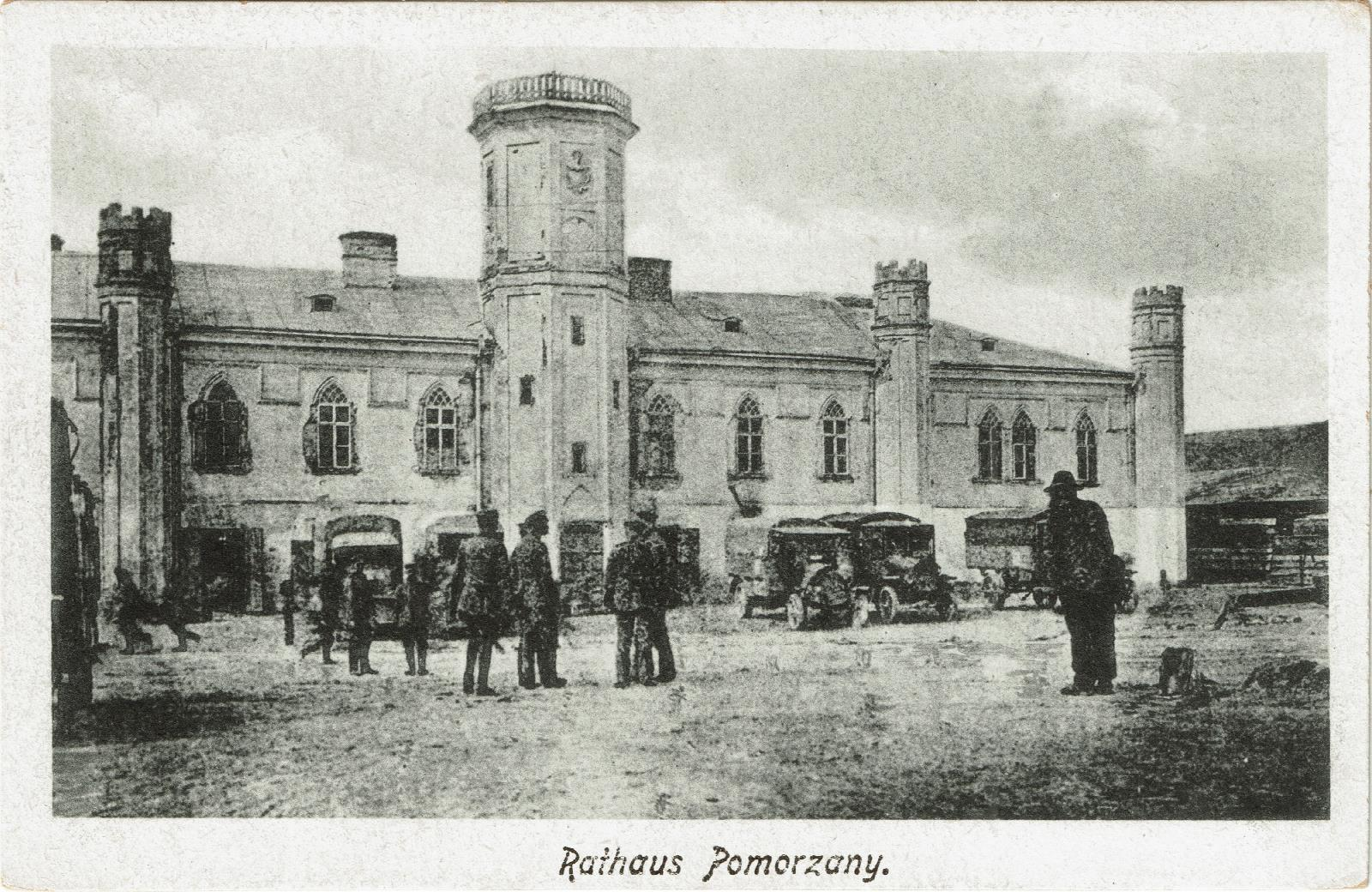
Ratusz w Pomorzanach

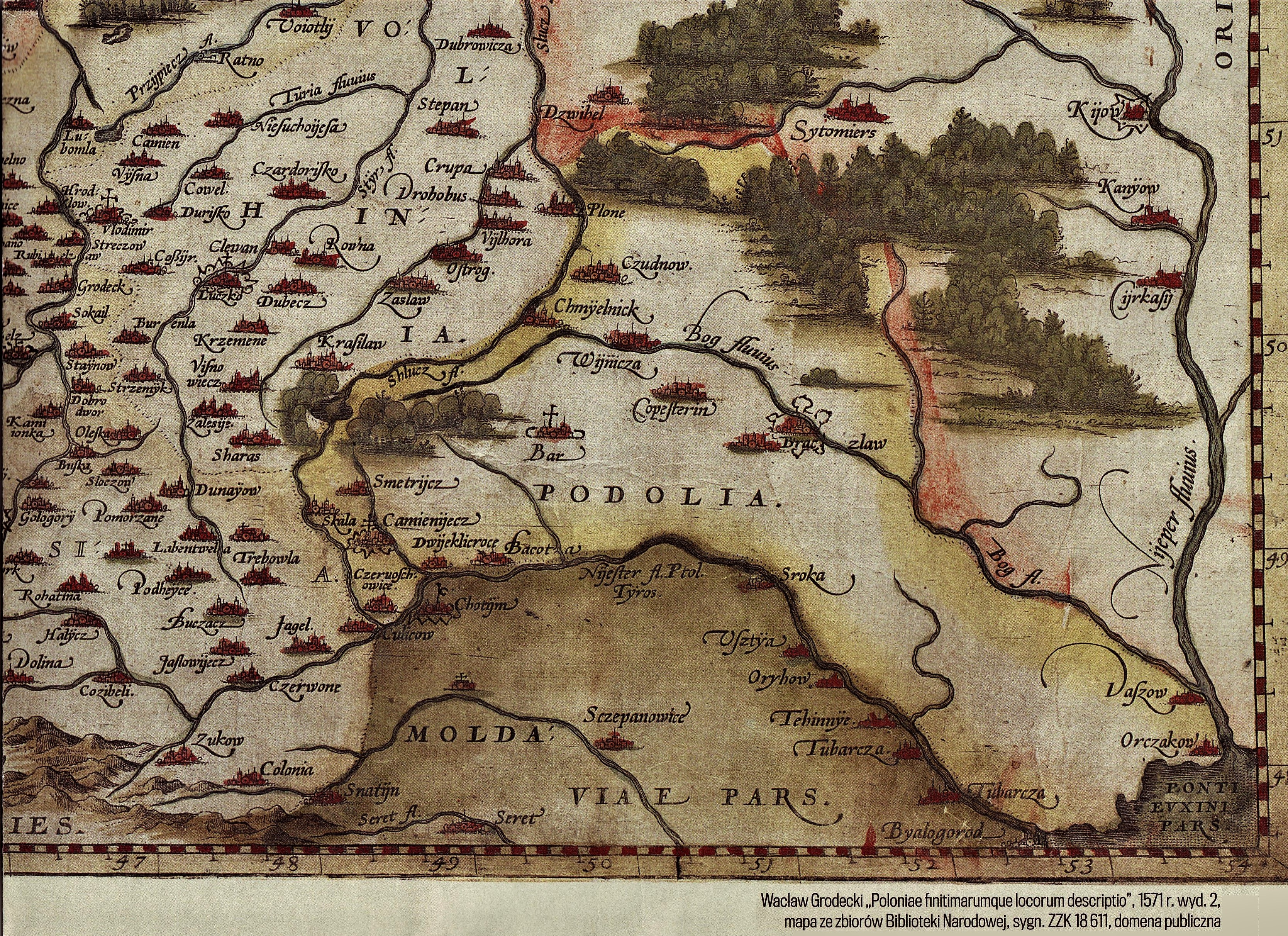
Osiedle na mapie Wacława Grodeckiego, Poloniae finitimarumgue locarum descriptio

Miejscowość powstała wokół zamku wybudowanego w latach 1340-50 przez Świnków, a następnie rozbudowanego przez Sienieńskich herbu Dębno.
W okresie Rzeczypospolitej Pomorzany były jednym z ważniejszych ośrodków administracyjnych w województwie podolskim, często niszczonym przez Tatarów. Okres świetności Pomorzan przypada na wiek XVII, kiedy jego właścicielami byli Sobiescy, między innymi król Jan III. Połowę miasta, zamku i 21 wsi za sumę 190 000 złp zakupił w 1630 roku od Aleksandra Sienieńskiego, Marek Sobieski, brat Jana. Zniszczone w dużym stopniu przez najazd tatarski w 1626 roku, dobra pomorzańskie Sobieski odbudował w krótkim czasie sprowadzając tu ludność polską, tatarską i ruską. W XVIII wieku znajdowała się w Pomorzanach rezydencja Pruszyńskich.
W okresie 1772–1918 roku Pomorzany znajdowały się w zaborze austriackim, w Królestwie Galicji i Lodomerii. W okresie austro-węgierskim miasto utraciło swój administracyjny status i podupadło.
W maju 1889 miasteczko strawił pożar. Pod koniec XIX w. część miejscowości nosiła nazwę Zagrobela.
Do 1914 roku ludność w przewadze pochodzenia tatarskiego. W 1913 miasteczko liczyło 4500 mieszkańców, w tym 850 Polaków, 2950 Rusinów, 1300 Żydów.
W II Rzeczypospolitej miasto znajdowało się powiecie zborowskim, w województwie tarnopolskim. W dniu 17 września 1933 roku w ramach obchodów 250. rocznicy odsieczy wiedeńskiej w Pomorzanach obok ratusza odsłonięto pomnik króla Jana III Sobieskiego. Odsłonięcia dokonał starosta zborowski Kocół..
Podczas okupacji zostało pozbawione praw miejskich i włączone do gminy wiejskiej Pomorzany.
W dniu 2 kwietnia 1944 roku w Pomorzanach oddział UPA zamordował nie mniej niż 51 osób narodowości polskiej.
W 1989 liczyło 1749 mieszkańców.
W latach 1940–1941 i 1946–1958 siedziba rejonu pomorzańskiego.
W 2013 liczyło 1366 mieszkańców.

## Zabytki

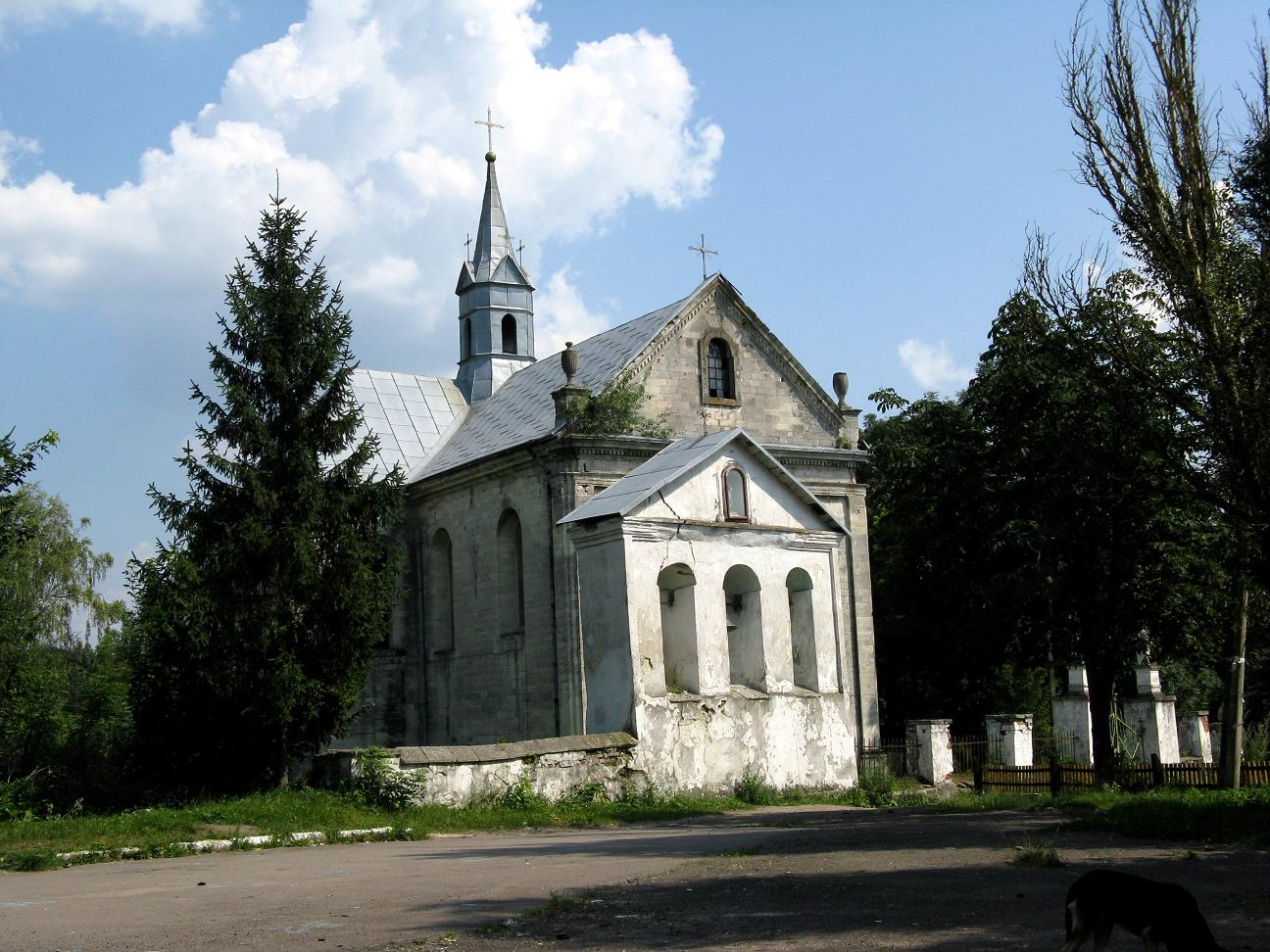
Kościół św. Trójcy

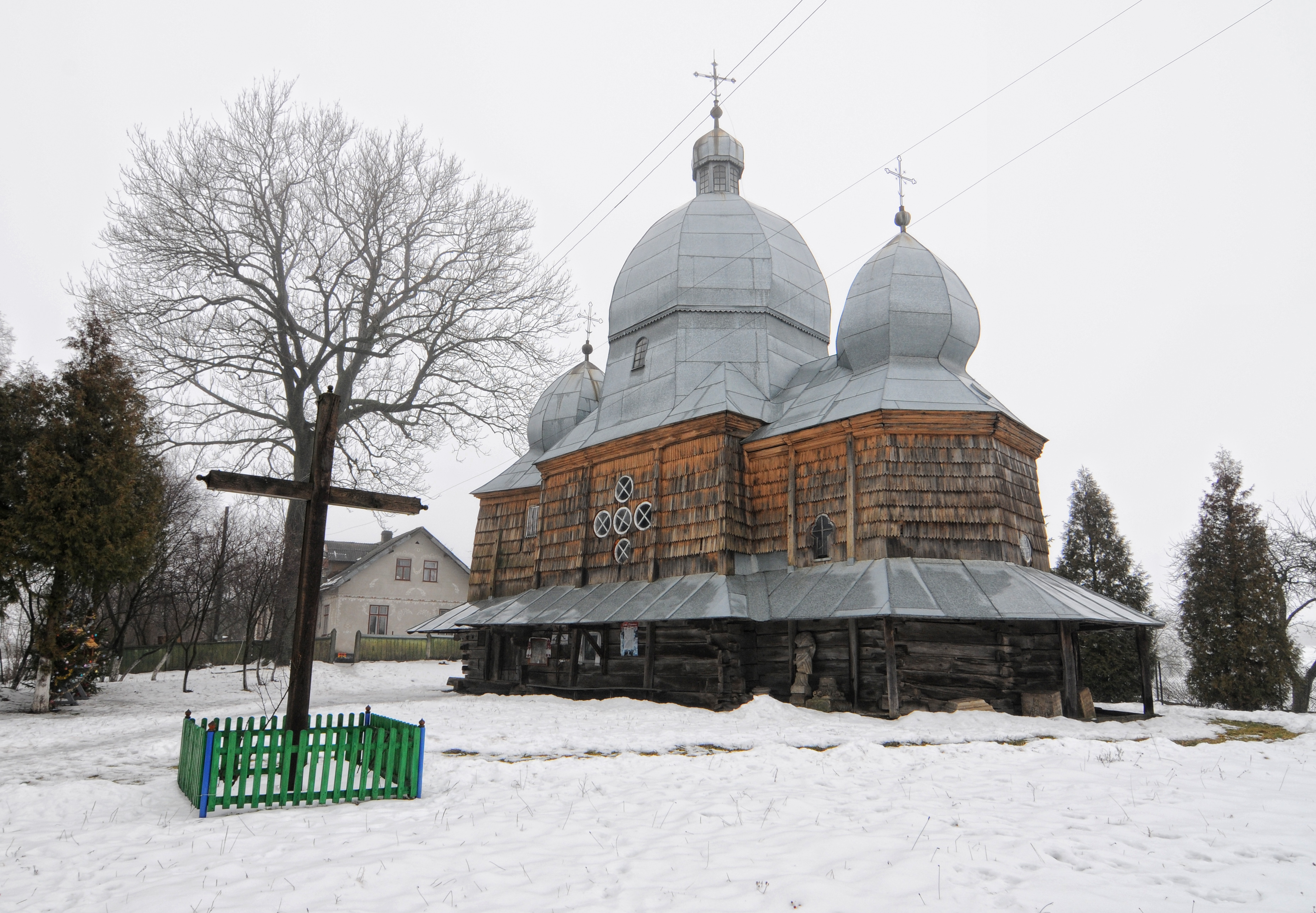
Cerkiew

- zamek[9] – pierwszą warownię wzniósł w latach 1340-1350[potrzebny przypis] Mikołaj Świnka na ziemiach, które nadał mu król Kazimierz Wielki. W XV w. właścicielem zamku został Zygmunt Sienieński i we władaniu jego rodziny zamek pozostawał do momentu, gdy około 1619 r. kupił go Jakub Sobieski, ojciec późniejszego króla Jana III. W tym czasie warownia miała kształt, nadany jej w drugiej połowie XVI w. przez wojewodę podolskiego Jana Sienieńskiego. Zamek miał kształt czworoboku i posiadał narożne baszty oraz bramę z mostem na osi skrzydła północnego. Piętrowe były skrzydła południowe – pałacowe z arkadami, wschodnie i być może zachodnie. Była to silna warownia, która była w stanie obronić się przed licznymi atakami Kozaków, Tatarów i Turków. Zdobyli ją dopiero Tatarzy w 1675 i 1684 r. W wyniku zniszczeń, Jan III Sobieski przeprowadził gruntowny remont, w którym mógł brać udział Charles Benoit. Zamek otoczono wówczas ziemnymi fortyfikacjami bastionowymi. W 1740 r. zamek przeszedł w ręce Radziwiłłów, jednak podupadł w wyniku pożaru w 1771 r. W 1789 r. właścicielem zamku został Erazm Pruszyński, który odbudował skrzydło południowe i wschodnie z materiału uzyskanego z rozebrania części północnej – gospodarczej i zachodniej. Jego syn – Józef Pruszyński dokończył remont i umieścił w nim galerię obrazów. Około 1875 r. zamek kupił Roman Potocki, którego syn Jerzy Potocki, ambasador RP odnowił zamek po zniszczeniach z czasów I wojny światowej i wzorowo utrzymywał posiadłość do 17 września 1939 r. Po wojnie (w okresie Ukraińskiej SRR) do lat 70. XX w. w zamku mieściła się szkoła. Obecnie obiekt jest w ruinie. Istnieje jeszcze w części skrzydło wschodnie i południowe oraz dwie baszty, a także portal z herbem Sobieskich, Janina. Od strony ogrodu zachowały się fragmenty wałów obronnych[10].
- zrujnowany ratusz z XIX wieku neogotycki z wieżami i herbem Potockich stojący pośrodku rynku (częściowo rozebrany po 1945 roku). Znajdowała się tu dawniej biblioteka, galeria obrazów, oraz archiwum.
- kościół pw. św. Świętej Trójcy - murowany, zbudowany w latach 1748-1816, jego fundatorami byli ksiądz Mikołaj Humnicki i hrabia Józef Ursyn Pruszyński[11]. Konsekrowany w 1883 r. Po II wojnie światowej nie został od razu zamknięty, gdyż w parafii pozostał ks. Stanisław Kostułowski, który duszpasterzował tu od 1915 r. Po jego śmierci w 1958 r. został zamieniony na magazyn. Od 1991 r. ponownie jest świątynią rzymskokatolicką. Obok kościoła znajduje się dzwonnica z dzwonem ufundowanym przez króla Jana III Sobieskiego z przetopionych dział tureckich zdobytych w bitwie pod Chocimiem[12][13].
- cerkwie – drewniana z roku 1718 i murowana z roku 1888, a w niej ikonostas podarowany przez króla Jana III Sobieskiego.
- cmentarz na którym staraniem Towarzystwa Kultury Polskiej Ziemi Lwowskiej wystawiono pomnik poświęcony Polakom pomordowanym w okolicznych wioskach: Zagórze i kolonii Śliwińce 2 kwietnia 1944. Mimo prób zablokowania uroczystości przez ukraińską nacjonalistyczną partię „Swoboda” pomnik został poświęcony 27 czerwca 2010[14].